# Zemaljski samit
Konferencija Ujedinjenih nacija o životnoj sredini i razvoju, takođe poznata i kao Samit u Riu ili Svetski samit (ili, na portugalskom, Eko '92) je bila međunarodna konferencija na najvišem nivou održana u Rio de Žaneiru od 3. juna do 14. juna 1992. godine.
Na Samitu je učestvovalo 178 država, od kojih je 118 poslalo svoje predsednike ili premijere. Nekih 2 400 predstavnika nevladinog sektora i nekih 17 000 ljudi iz nevladinog sektora koji nisu učestvovali na konferenciji ali su organizovali aktivnosti vezane za konferenciju i uporedo s njom i imali su tzv. konsultativni status. Prvi Svetski samit je održan u Stokholmu 1972. godine, a 2002. godine Svetski samit je održan u Johanezburgu.
Rezultati samita bili su sledeći dokumenti: 
- Deklaracija iz Ria o životnoj sredini i održivom razvoju
- Agenda 21
- Principi o šumama
- Konvencija o biodiverzitetu (CBD)
- Okvirna konvencija UN o klimatskim promenama (UNFCCC)
- Konvencija Ujedinjenih nacija za borbu protiv dezertifikacije i degradacije zemljišta (UNCCD)

U deklaraciji o životnoj sredini i održivom razvoju koja sadrži 27 principa je definisan pojam održivog razvoja. Komisija za održivi razvoj je uspostavljena kao organ Ujedinjenih nacija od 1992. godine sa zaduženjem za praćenje daljeg toka aktivnosti započetih na Svetskom samitu u Riu. Komisija za održivi razvoj se sastaje jednom godišnje u sedištu Ujedinjenih nacija i svake godine je posvećena određenoj temi.
Konvencija o biodiverzitetu i Okvirna konvencija o klimatskim promenama su zamišljene kao pravno obavezujući dokumenti. Konvencija o biodiverzitetu je ratifikovana tokom Samita u Riu, a Okvirna konvencija o klimatskim promenama je dovela do potpisivanja Sporazuma u Kjotu 1997. U decembru 2007. godine na ostrvu Bali u Indoneziji je održana Konferencija o klimatskim promenama deset godina nakon potpisivanja sporazuma u Kjotu.

## Spoljašnje veze
- Tekst „Agende 21“ na internetu (језик: енглески)